# Liste des châteaux de la Loire-Atlantique
Cet article recense de manière non exhaustive les châteaux (de défense ou d'agrément), maisons fortes, mottes castrales, situés dans le département français de la Loire-Atlantique.

## Liste
| Icône            | Signification    | Abréviations             | Abréviations                  | Abréviations             | Abréviations           |
| ---------------- | ---------------- | ------------------------ | ----------------------------- | ------------------------ | ---------------------- |
| Château fort     | Château fort     | = Bastide                | = Ferme fortifiée             | = Maison forte           | = (Néo-)Palladianisme  |
| Renaissance      | Renaissance      | = Château gascon         | = Folie (montpelliéraine)     | = Manoir, Gentilhommière | = Résidence épiscopale |
| Domaine viticole | Domaine viticole | = Classicisme, classique | = Forteresse, fort(ification) | = Maison (noble)         | = Style Beaux-Arts     |
| Palais           | Palais           | = Commanderie            | = Gothique (flamboyant)       | = Néo-baroque            | = Style Second Empire  |
| Ruine ou disparu | Ruine, disparu   | = Château pinardier      | = Hôtel particulier           | = Néo-classique          | = Style italianisant   |
|                  |                  | = Demeure seigneuriale   | ... = Style Louis XII...XVI   | = Néo-gothique           | = Style troubadour     |
|                  |                  | = Éclectisme             | = Logis (seigneurial)         | = Néo-Renaissance        | = Villa (de Nice)      |
| Baroque, rococo  | Baroque, rococo  | = Édifice religieux      | = Motte castrale/féodale      | = Pavillon de chasse     | = Styles du XXe siècle |

| Type                                                | Château                           | Commune                      | Protection                                                                               | Notes | Coordonnées                 | Illustration |
| --------------------------------------------------- | --------------------------------- | ---------------------------- | ---------------------------------------------------------------------------------------- | --- | --------------------------- | ------------ |
| Motte castrale ou féodale · Ruine ou disparu        | Château d'Abélard                 | Le Pallet                    |                                                                                          | |                             |              |
| Château fort                                        | Château d'Ancenis                 | Ancenis                      | Classé MH (1977) · Notice no PA00108562                                                  | XIXe et XVe siècles, XVIe siècle | 47° 21′ 52″ N, 1° 10′ 36″ O |              |
| Château fort · Folie (montpelliéraine)              | Château de la Balinière           | Rezé                         |                                                                                          | Moyen Âge, XVIIe et XVIIIe siècles | 47° 10′ 59″ N, 1° 33′ 10″ O |              |
| Classicisme, classique                              | Château de la Bégraisière         | Saint-Herblain               |                                                                                          | XVIIe siècle | 47° 13′ 55″ N, 1° 36′ 53″ O |              |
| Château fort · Renaissance                          | Château de Blain (de la Groulais) | Blain                        | Classé MH (1977) · Inscrit MH (1977, 2009) · Notice no PA00108572                        | XIVe et XVe siècles | 47° 28′ 00″ N, 1° 45′ 53″ O |              |
| Manoir, gentilhommière · Renaissance                | Château de Bois-Briand            | Nantes                       |                                                                                          | XIVe et XVe siècles, XVIe et XVIIe siècles | 47° 14′ 57″ N, 1° 29′ 41″ O |              |
| Classicisme, classique                              | Château de Bois Chevalier         | Legé                         | Inscrit MH (1952, 2021) · Classé MH (1980) · Notice no PA00108633                        | XVIIe siècle | 46° 54′ 43″ N, 1° 34′ 15″ O |              |
| Classicisme, classique · Néo-gothique               | Château du Bois-Hue               | Nantes                       |                                                                                          | XVIIe et XIXe siècles, incendié en 1999 | 47° 16′ 25″ N, 1° 31′ 17″ O |              |
| Château fort · Styles xxe siècle                    | Château du Bois-Rouaud            | Chaumes-en-Retz              | Inscrit MH (2001) · Notice no PA44000029                                                 | Moyen Âge, XIXe et XXe siècles | 47° 06′ 58″ N, 1° 51′ 27″ O |              |
|                                                     | Château de la Botinière           | Vallet                       |                                                                                          | |                             |              |
| Château fort · Ruine ou disparu                     | Château du Bouffay                | Nantes                       |                                                                                          | Moyen Âge, disparu | 47° 12′ 53″ N, 1° 33′ 14″ O |              |
| Manoir, gentilhommière                              | Château de la Bourgonnière        | Saint-Herblain               |                                                                                          | détruit en 2006 | 47° 12′ 28″ N, 1° 39′ 21″ O |              |
| Château fort · Style Louis XIV · Néo-gothique       | Château de Bourmont               | Vallons-de-l'Erdre (Freigné) | Inscrit MH (1993) · Notice no PA00125647 · Notice no IA49001592                          | XVe siècle, XVIIIe et XIXe siècles |                             |              |
| Manoir, gentilhommière                              | Manoir de Bréhet                  | La Turballe                  |                                                                                          | XVIIe et XIXe siècles | 47° 20′ 41″ N, 2° 28′ 33″ O |              |
| Château fort · Néo-gothique                         | Château de la Bretesche           | Missillac                    | Inscrit MH (1926) · Classé MH (1943) · Notice no PA00108642                              | XIVe et XVe siècles, XVIIe et XIXe siècles | 47° 28′ 58″ N, 2° 10′ 19″ O |              |
| Pavillon de chasse · Néo-gothique                   | Château de la Bretonnière         | Vigneux-de-Bretagne          |                                                                                          | XVe et XVIe siècles, XVIIIe et XIXe siècles | 47° 20′ 04″ N, 1° 44′ 51″ O |              |
| Manoir, gentilhommière · Renaissance · Néo-gothique | Château de Briacé                 | Le Landreau                  |                                                                                          | XIIe et XVe siècles, XVIe et XIXe siècles | 47° 12′ 05″ N, 1° 19′ 04″ O |              |
| Classicisme, classique                              | Château de Briord                 | Port-Saint-Père              | Inscrit MH (1980) · Notice no PA00108778                                                 | XVIIIe siècle | 47° 09′ 36″ N, 1° 46′ 04″ O |              |
| Château fort                                        | Château du Buron                  | Vigneux-de-Bretagne          | Notice no 07430006550                                                                    | XIVe siècle | 47° 17′ 40″ N, 1° 41′ 37″ O |              |
| Château fort · Ruine ou disparu                     | Château de Campbon                | Campbon                      |                                                                                          | |                             |              |
|                                                     | Château de Caratel                | Louisfert                    |                                                                                          | |                             |              |
|                                                     | Château de Careil                 | Guérande                     |                                                                                          | |                             |              |
|                                                     | Château de Carheil                | Plessé                       |                                                                                          | |                             |              |
|                                                     | Château de Chalonge               | Héric                        |                                                                                          | |                             |              |
|                                                     | Villa de la Chantrerie            | Nantes                       |                                                                                          | |                             |              |
|                                                     | Château de la Chauvelière         | Joué-sur-Erdre               |                                                                                          | |                             |              |
|                                                     | Château de Chassay                | Sainte-Luce-sur-Loire        |                                                                                          | |                             |              |
| Château fort                                        | Château de Châteaubriant          | Châteaubriant                |                                                                                          | |                             |              |
|                                                     | Château de Château-Thébaud        | Château-Thébaud              |                                                                                          | |                             |              |
|                                                     | Château de Chavagne               | Sucé-sur-Erdre               |                                                                                          | |                             |              |
|                                                     | Château de la Classerie           | Rezé                         |                                                                                          | |                             |              |
| Villa                                               | Château du Cleray                 | Vallet                       | Inscrit MH (1997) · Notice no PA44000020                                                 | XIXe siècle | 47° 09′ 13″ N, 1° 14′ 31″ O |              |
| Style Louis XIII                                    | Château de Clermont               | Le Cellier                   | Inscrit MH (1941) · Notice no PA00108578                                                 | XVIIe siècle, propriété de Louis de Funès de 1967 à 1983 | 47° 19′ 31″ N, 1° 20′ 01″ O |              |
| Château fort · Ruine ou disparu                     | Château de Clisson                | Clisson                      | Classé MH (1924) · Inscrit MH (2004) · Notice no PA00108588                              | XIIIe et XIXe siècles, XVe et XVIe siècles | 47° 05′ 12″ N, 1° 16′ 51″ O |              |
| Château fort · Classicisme, classique               | Château de Conquereuil            | Conquereuil                  | Inscrit MH (1954) · Notice no PA00108595                                                 | XVe et XVIIe siècles | 47° 36′ 43″ N, 1° 43′ 57″ O |              |
|                                                     | Château de la Courosserie         | Héric                        |                                                                                          | Le château de la Courosserie (ou Courocerie) est bâti au XIVe siècle, puis remanié (XVIe au XIXe siècle). On note la visite de la Duchesse Anne de Bretagne lors de son passage à Blain. Il était initialement entouré de douves, avait sa chapelle, sa fuie et son moulin dit "du Lintin",. (a déplacer vers l'article) |                             |              |
|                                                     | Château des Dervallières          | Nantes                       |                                                                                          | |                             |              |
| Manoir, gentilhommière                              | Manoir de la Dixmerie             | Le Loroux-Bottereau          |                                                                                          | |                             |              |
| Styles xxe siècle                                   | Château des Dorices               | Vallet                       | Notice no IA44001337                                                                     | XXe siècle | 47° 10′ 35″ N, 1° 15′ 35″ O |              |
| Château fort · Renaissance                          | Château des ducs de Bretagne      | Nantes                       | Classé MH (1840) · Notice no PA00108657                                                  | XIIIe et XVe siècles, XVIe et XVIIIe siècles | 47° 12′ 59″ N, 1° 32′ 55″ O |              |
|                                                     | Château de Dréneuf                | Héric                        |                                                                                          | Bâti au XVe siècle et remanié aux XVIIIe – XIXe siècles. La légende parle d'un souterrain qui rejoignait le château de la Groulaie en Blain. Le château possédait jadis une chapelle privée, (a déplacer vers l'article)                                                                                                 |                             |              |
|                                                     | Château de l'Épinay               | Carquefou                    |                                                                                          | |                             |              |
|                                                     | Logis seigneurial de l'Escuray    | Prinquiau                    |                                                                                          | |                             |              |
|                                                     | Château de la Ferté               | Vallet                       |                                                                                          | |                             |              |
|                                                     | Château du Fort                   | Nantes                       |                                                                                          | |                             |              |
|                                                     | Château de la Frémoire            | Vertou                       |                                                                                          | |                             |              |
|                                                     | Château de la Freudière           | La Chevrolière               |                                                                                          | |                             |              |
|                                                     | Château de Fromenteau             | Vallet                       |                                                                                          | |                             |              |
|                                                     | Château de la Galissonnière       | Le Pallet                    |                                                                                          | |                             |              |
|                                                     | Château de la Gascherie           | La Chapelle-sur-Erdre        |                                                                                          | |                             |              |
|                                                     | Château de la Gaudinière          | Nantes                       |                                                                                          | |                             |              |
|                                                     | Château de Gesvres                | Treillières                  |                                                                                          | |                             |              |
|                                                     | Folie de la Gibraye               | Saint-Sébastien-sur-Loire    |                                                                                          | |                             |              |
| Château fort · Ruine ou disparu                     | Château de Gilles de Rais         | Machecoul                    |                                                                                          | |                             |              |
|                                                     | Château de la Gobinière           | Orvault                      |                                                                                          | |                             |              |
| Renaissance · Domaine viticole                      | Château de Goulaine               | Haute-Goulaine               |                                                                                          | |                             |              |
|                                                     | Château de la Gournerie           | Saint-Herblain               |                                                                                          | |                             |              |
| Ruine ou disparu                                    | Château du Goust                  | Malville                     |                                                                                          | |                             |              |
|                                                     | Château du Grand-Blottereau       | Nantes                       |                                                                                          | |                             |              |
|                                                     | Château de Granville              | Port-Saint-Père              |                                                                                          | |                             |              |
|                                                     | Château de la Guibourgère         | Teillé                       |                                                                                          | |                             |              |
|                                                     | Château du Haut-Gesvres           | Treillières                  |                                                                                          | |                             |              |
| Manoir, gentilhommière                              | Manoir de la Hautière             | Nantes                       |                                                                                          | |                             |              |
|                                                     | Château de la Haye-Tessante       | Vallet                       |                                                                                          | |                             |              |
| Manoir, gentilhommière                              | Manoir de la Hélardière           | Donges                       |                                                                                          | |                             |              |
|                                                     | Château de Ker Aulen              | Frossay                      |                                                                                          | |                             |              |
| Manoir, gentilhommière                              | Manoir de Kerpondarmes            | Guérande                     |                                                                                          | |                             |              |
| Manoir, gentilhommière                              | Manoir de Kersalio                | Guérande                     |                                                                                          | |                             |              |
| Manoir, gentilhommière                              | Manoir de Kervaudu                | Le Croisic                   |                                                                                          | |                             |              |
|                                                     | Château de Kervy                  | Saint-Lyphard                |                                                                                          | |                             |              |
|                                                     | Château de Launay                 | Sucé-sur-Erdre               |                                                                                          | |                             |              |
|                                                     | Château de Lauvergnac             | La Turballe                  |                                                                                          | |                             |              |
|                                                     | Château de Lucinière              | Joué-sur-Erdre               |                                                                                          | |                             |              |
|                                                     | Château de Machecoul              | Machecoul                    |                                                                                          | |                             |              |
|                                                     | Château de la Madeleine           | Loireauxence                 |                                                                                          | |                             |              |
|                                                     | Château de Maubreuil              | Carquefou                    |                                                                                          | |                             |              |
| Domaine viticole                                    | Château de la Mazure              | Divatte-sur-Loire            |                                                                                          | Le Château de la Mazure a été édifié à partir du XVe siècle. Elle a été la propriété successive de plusieurs familles, notamment Rouxeau, Bon de La Font Fouchaud et Laënnec, famille du célèbre médecin René-Théophile Laënnec. (a déplacer vers l'article)                                                             |                             |              |
|                                                     | Château Mercœur                   | Indre                        |                                                                                          | |                             |              |
|                                                     | Château de la Mercredière         | Le Pallet                    |                                                                                          | |                             |              |
| Manoir, gentilhommière                              | Gentilhommière de la Meslerie     | Saint-Julien-de-Concelles    |                                                                                          | |                             |              |
|                                                     | Château de la Desnerie            | La Chapelle-sur-Erdre        |                                                                                          | |                             |              |
|                                                     | Château de Montreuil              | Nort-sur-Erdre               |                                                                                          | |                             |              |
|                                                     | Château de la Morlière            | Orvault                      |                                                                                          | |                             |              |
| Renaissance                                         | Château de la Motte-Glain         | La Chapelle-Glain            |                                                                                          | |                             |              |
|                                                     | Château de la Poterie             | La Chapelle-sur-Erdre        |                                                                                          | |                             |              |
| Néo-classique                                       | Château de la Noë Bel-Air         | Vallet                       | Classé MH (1974, 1999) · Inscrit MH (1998) · Notice no PA00108838 · Notice no IA44001342 | XIXe siècle | 47° 10′ 41″ N, 1° 17′ 19″ O |              |
| Domaine viticole                                    | Château de l'Oiselinière          | Gorges                       |                                                                                          | |                             |              |
| Manoir, gentilhommière                              | Manoir de l'Orgeraie              | Rougé                        |                                                                                          | |                             |              |
| Château fort                                        | Château d'Oudon                   | Oudon                        |                                                                                          | |                             |              |
| Manoir, gentilhommière                              | Manoir de la Paclais              | Saint-Herblain               | Inscrit MH (1949) · Notice no PA00108799                                                 | | 47° 13′ 36″ N, 1° 40′ 05″ O |              |
|                                                     | Château de la Persagotière        | Nantes                       |                                                                                          | |                             |              |
| Manoir, gentilhommière                              | Manoir de la Petite-Haie          | Grand-Auverné                |                                                                                          | |                             |              |
|                                                     | Château de la Pinelais            | Saint-Père-en-Retz           |                                                                                          | |                             |              |
|                                                     | Château de Pirmil                 | Nantes                       |                                                                                          | |                             |              |
| Manoir, gentilhommière                              | Manoir de la Placelière           | Château-Thébaud              |                                                                                          | |                             |              |
|                                                     | Château du Plessis                | Casson                       |                                                                                          | |                             |              |
|                                                     | Château du Plessis                | Pont-Saint-Martin            |                                                                                          | |                             |              |
|                                                     | Château du Plessis                | Saint-Aubin-des-Châteaux     |                                                                                          | |                             |              |
|                                                     | Château Le Plessis-Brézot         | Monnières                    |                                                                                          | |                             |              |
|                                                     | Château du Plessis-Guéry          | Le Pallet                    |                                                                                          | |                             |              |
|                                                     | Château du Plessis-Tison          | Nantes                       |                                                                                          | |                             |              |
|                                                     | Château du Plessis-Mareil         | Saint-Viaud                  |                                                                                          | |                             |              |
|                                                     | Château du Plessis-de-Vair        | Vair-sur-Loire               |                                                                                          | |                             |              |
|                                                     | Château de la Pommeraie           | Vallet                       |                                                                                          | |                             |              |
|                                                     | Château de Pordor                 | Avessac                      |                                                                                          | |                             |              |
|                                                     | Château de Pornic                 | Pornic                       |                                                                                          | |                             |              |
|                                                     | Château de Portillon              | Vertou                       |                                                                                          | |                             |              |
|                                                     | Château de Princé                 | Chaumes-en-Retz              |                                                                                          | |                             |              |
|                                                     | Château de Quéhillac              | Bouvron                      |                                                                                          | |                             |              |
|                                                     | Château de la Rairie              | Pont-Saint-Martin            |                                                                                          | |                             |              |
| Château fort                                        | Château de Ranrouët               | Herbignac                    |                                                                                          | |                             |              |
|                                                     | Château de Retail                 | Legé                         |                                                                                          | |                             |              |
|                                                     | Château du Roty                   | Saint-Herblon                |                                                                                          | |                             |              |
| Ruine ou disparu                                    | Château Saint-Clair               | Derval                       |                                                                                          | |                             |              |
|                                                     | Château de Saint-Mars-de-Coutais  | Saint-Mars-de-Coutais        |                                                                                          | |                             |              |
|                                                     | Château de Saint-Mars-la-Jaille   | Saint-Mars-la-Jaille         |                                                                                          | |                             |              |
|                                                     | Château de la Sébinière           | Le Pallet                    |                                                                                          | |                             |              |
|                                                     | Château de la Seilleraye          | Carquefou                    |                                                                                          | |                             |              |
|                                                     | Logis de la Sénaigerie            | Bouaye                       |                                                                                          | |                             |              |
|                                                     | Château de Souché                 | Saint-Aignan-Grandlieu       |                                                                                          | |                             |              |
|                                                     | Château de Tesson                 | Guérande                     |                                                                                          | |                             |              |
|                                                     | Château de Thouaré                | Thouaré-sur-Loire            |                                                                                          | |                             |              |
|                                                     | Château de la Touche              | Nozay                        |                                                                                          | |                             |              |
|                                                     | Logis de la Touche                | La Limouzinière              |                                                                                          | |                             |              |
| Manoir, gentilhommière                              | Manoir de la Touche               | Nantes                       |                                                                                          | |                             |              |
|                                                     | Château de la Tour                | Orvault                      |                                                                                          | |                             |              |
|                                                     | Château de Treil                  | Machecoul-Saint-Même         |                                                                                          | |                             |              |
|                                                     | Château de Tuloc                  | Guérande                     |                                                                                          | |                             |              |
|                                                     | Château de Trévaly                | La Turballe                  |                                                                                          | |                             |              |
|                                                     | Château de Vénérand               | Vallet                       |                                                                                          | |                             |              |
| Manoir, gentilhommière                              | Manoir de la Vignette             | Le Cellier                   |                                                                                          | |                             |              |
|                                                     | Château de la Villejégu           | Couffé                       |                                                                                          | |                             |              |
|                                                     | Château de Villeneuve             | Guérande                     |                                                                                          | |                             |              |
| Ruine ou disparu                                    | Château de Vieille Cour           | Oudon                        |                                                                                          | Construit durant la seconde moitié du XIIIe siècle et détruit à partir de 1392. |                             |              |
|                                                     | Château de la Vrillière           | Divatte-sur-Loire            |                                                                                          | |                             |              |
|                                                     | Château d'Yseron                  | Vallet                       |                                                                                          | |                             |              |